# Fehntjer Tief-Süd
Das Fehntjer Tief-Süd ist ein ehemaliges Naturschutzgebiet in den niedersächsischen Gemeinden Moormerland im Landkreis Leer und Großefehn im Landkreis Aurich.
Das ehemalige Naturschutzgebiet mit dem Kennzeichen NSG WE 209 ist 340 Hektar groß. Davon entfallen 338 Hektar auf den Landkreis Leer und 2 Hektar auf den Landkreis Aurich. Das ehemalige Naturschutzgebiet ist vollständig Bestandteil des FFH-Gebietes „Fehntjer Tief und Umgebung“ und des EU-Vogelschutzgebietes „Fehntjer Tief“. Im Norden grenzte das ehemalige Naturschutzgebiet, das vollständig südlich des Fehntjer Tiefs liegt, an das ehemalige Naturschutzgebiet „Fehntjer Tief-Nord“. Das Gebiet stand seit dem 9. Februar 1979 unter Naturschutz. Zum 16. September 2021 ging es im neu ausgewiesenen Naturschutzgebiet „Fehntjer Tief und Umgebung Süd“ auf. Zuständige unter Naturschutzbehörden waren die Landkreise Leer und Aurich.
Das Gebiet bestand aus drei nicht direkt miteinander verbundenen Teilen, von denen zwei an das Fehntjer Tief und direkt an das ehemalige Naturschutzgebiet „Fehntjer Tief-Nord“ angrenzen. Das dritte und kleinste Teilgebiet befindet sich etwas südlich des Fehntjer Tiefs und östlich der A 31. Das gesamte ehemalige Naturschutzgebiet ist geprägt von Grünland und Feuchtwiesen und wird überwiegend extensiv landwirtschaftlich genutzt, zu einem kleinen Teil im östlichen Bereich auch ackerbaulich. Durch die Unterschutzstellung sollte das Niederungsgebiet, das Bestandteil eines erhaltenen Hammrichs in Nordwest-Niedersachsen ist, erhalten werden und bedrohten Tier- und Pflanzenarten als Lebensraum dienen.